# Щербаков, Сергей Георгиевич (1936)
Сергей Георгиевич Щербаков — советский военачальник, учёный, разработчик автоматизированных систем для Пограничной службы и ПВО.
Родился в Жмеринке 20 июля 1936 года. Окончил Саратовское суворовское училище (1954), Полтавское военное училище (1957), Киевское высшее артиллерийское инженерное училище (1964).
С 1964 г. служил в зенитных ракетных частях Сухопутных войск в МВО в должностях начальника отделения, командира батареи и зенитного ракетного дивизиона. С 1968 г. — начальник отдела радиолокации, автоматизации и связи Управления ПВО МВО.
В 1981—1986 гг. — начальник радиотехнических войск ПВО ГСВГ, с 1986 по 1991 г. — начальник оперативного отдела штаба ПВО Сухопутных войск.
Руководил освоением новой техники для войск ПВО СВ.
Лауреат премии Правительства РФ в области науки и техники за 2002 год — за создание автоматизированных систем для Пограничной службы РФ.
Награждён орденом За службу Родине в Вооруженных Силах СССР 3-й степени (1975), орденом Красной Звезды (1985), медалями СССР, ГДР и ВНР.